# Platja de Samil
La platja de Samil és la principal platja urbana de la ciutat de Vigo (Pontevedra), a Galícia, situada al lloc del mateix nom, a la parròquia de Navia. Compta amb la distinció de Bandera blava.
Limita amb la platja d'A Fonte (Alcabre) pel nord i amb la desembocadura del riu Lagares pel sud. Enfront de la platja es poden observar les illes Cíes. Té una longitud d'uns 1.115 metres i disposa d'aparcament públic i accessos adaptats a minusvàlids a l'estiu. Diverses línies d'autobús urbà (Vitrasa) la comuniquen amb la ciutat: L10, C15A, C15B i C15C tot l'any; C3 a l'estiu; i les línies nocturnes CN1 i CN2.

## Galeria d'imatges

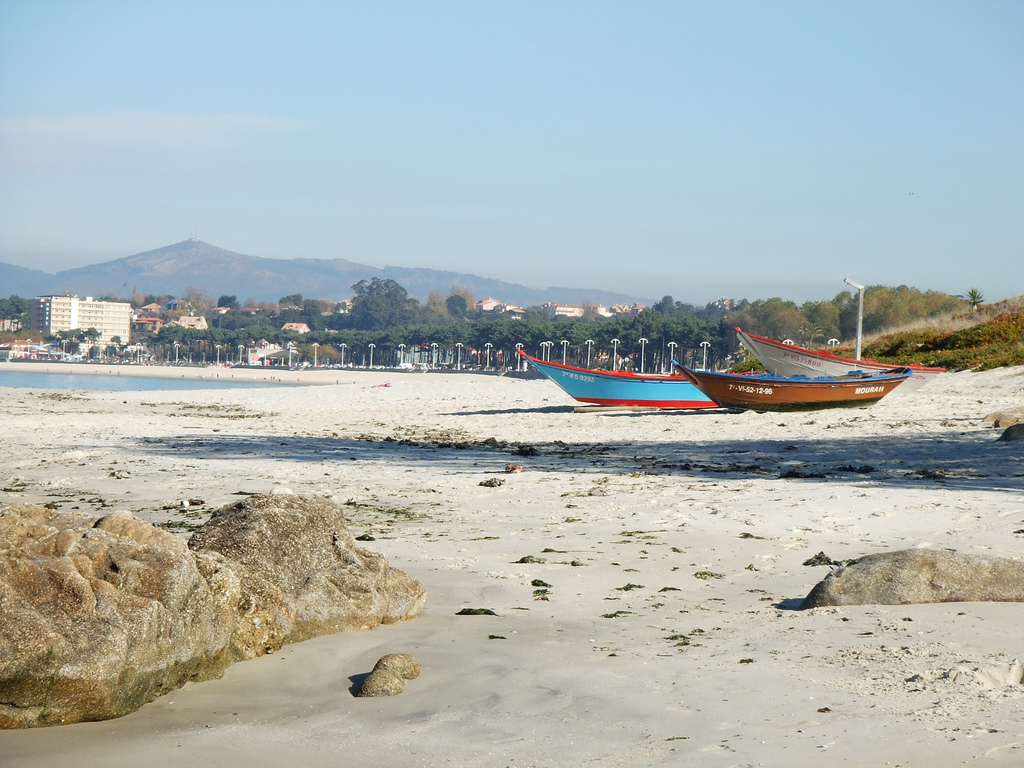
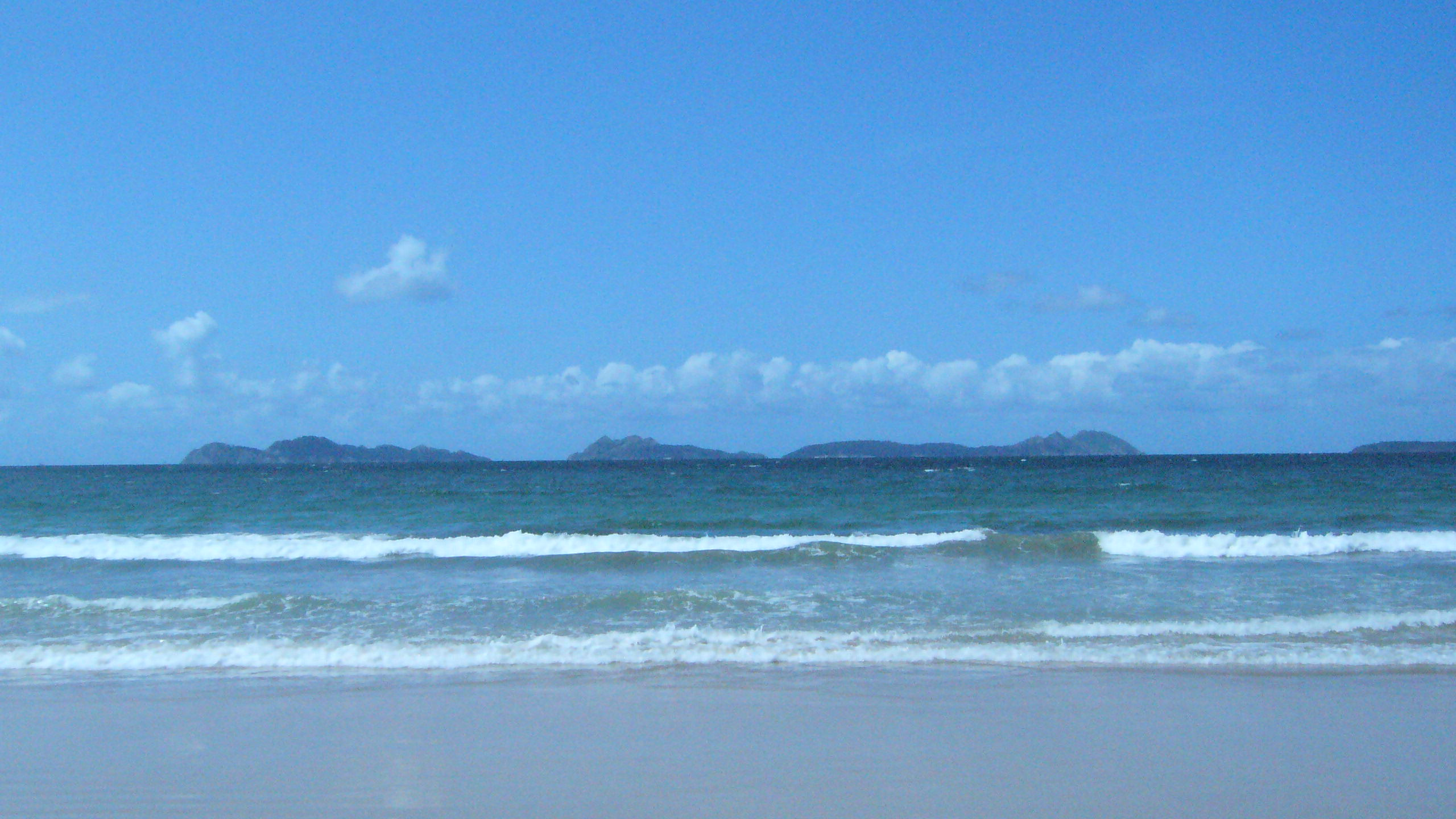
Vista de les Illes Cíes des de Samil.
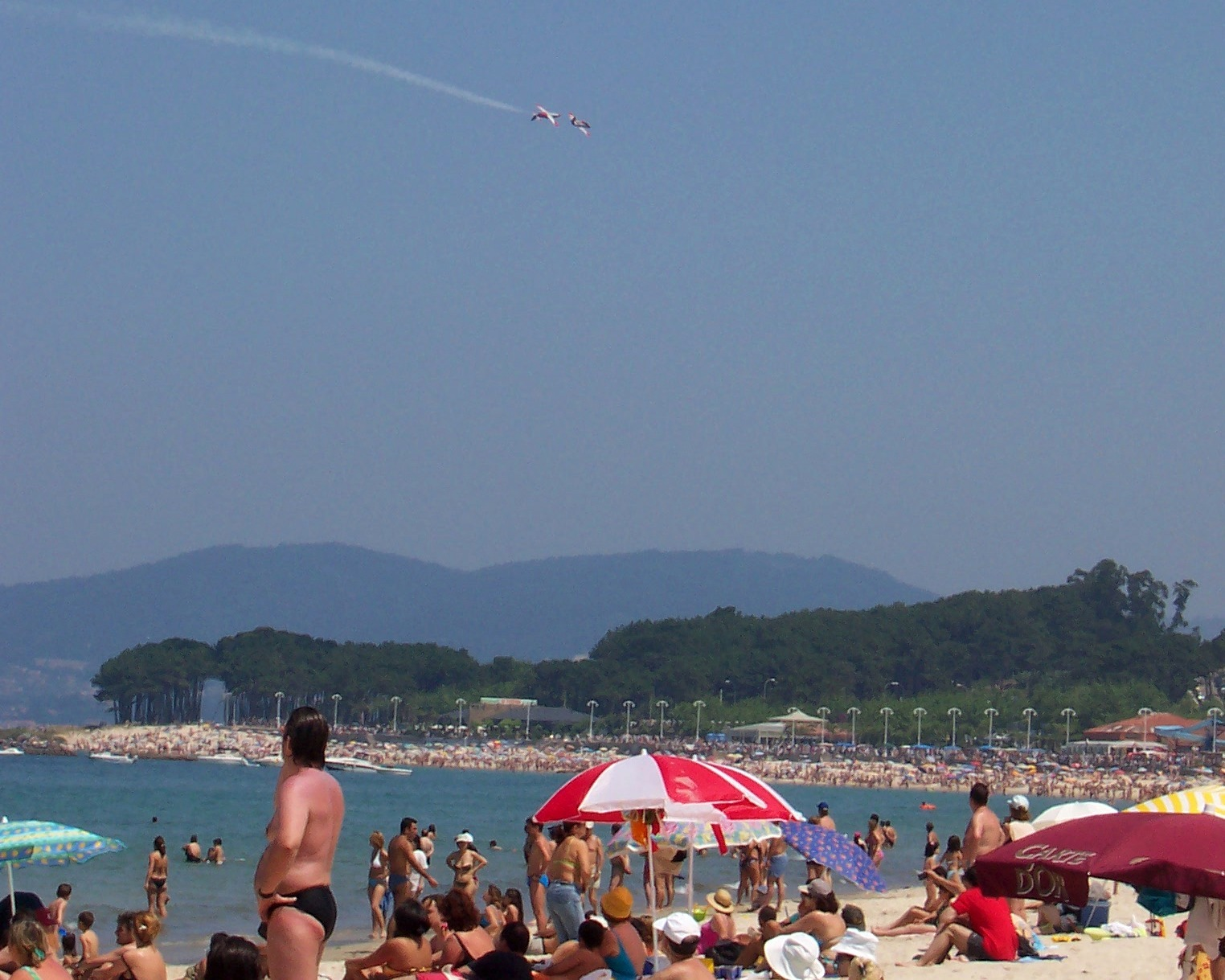
Festival aeri, 2004.